# 무카체베

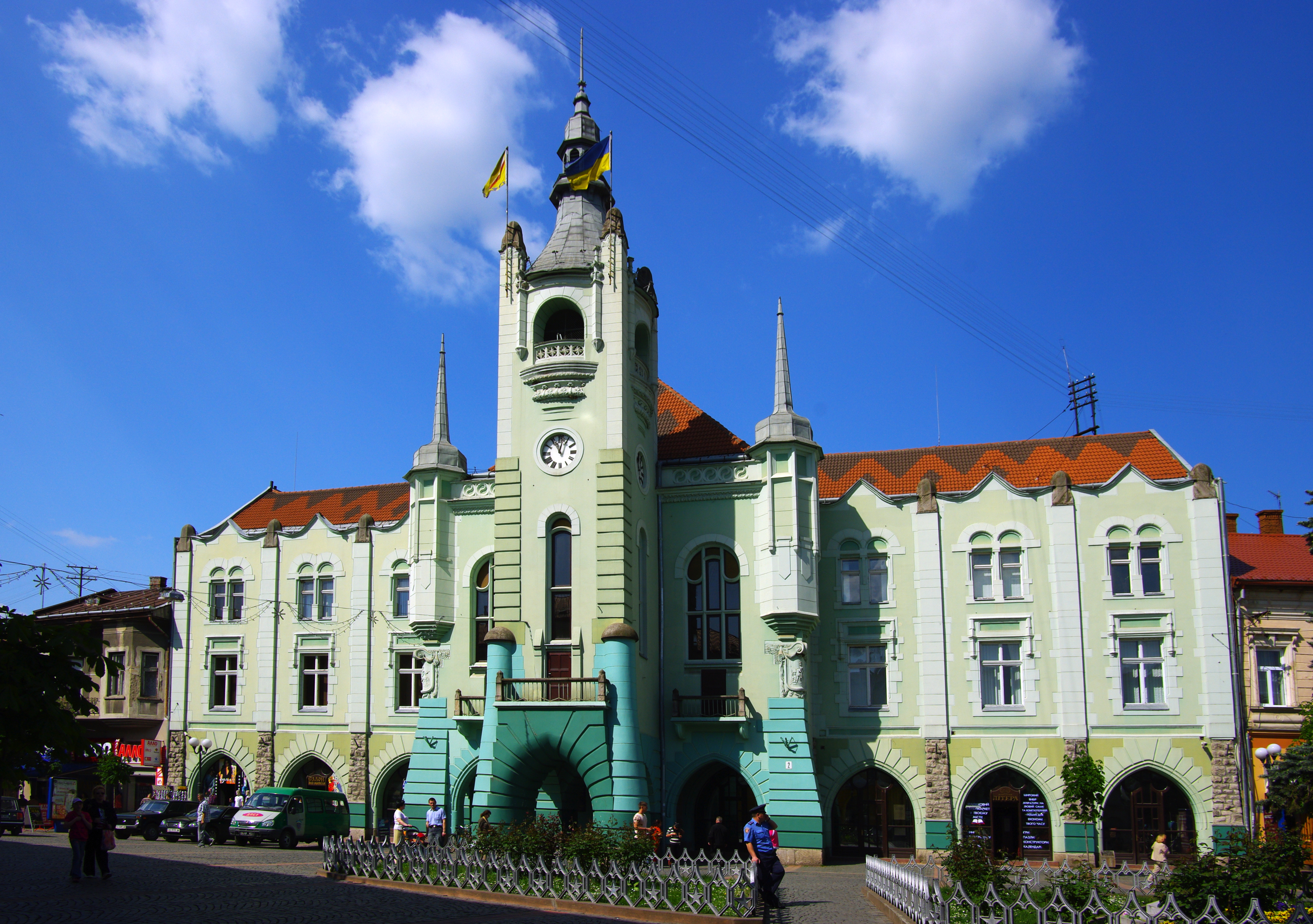
무카체베 시청

무카체보(우크라이나어: Мукачево, 헝가리어: Munkács 문카치[*], 슬로바키아어: Mukačevo 무카체보, 루신어: Мукачово 무카초보)는 우크라이나 서부에 위치한 자카르파탸주의 도시로 면적은 27.9km2, 인구는 86,061명(2015년 기준), 인구 밀도는 3,187명/km2이다. 도시의 전체 인구 가운데 77.1%는 우크라이나인이며 러시아인(9.0%), 헝가리인(8.5%), 독일인(1.9%), 루마니아인(1.4%), 유대인(0.4%) 등의 민족이 거주한다.
895년에 헝가리인이 판노니아 평원을 정복하면서 헝가리의 지배를 받았으며 1445년에는 헝가리 왕실로부터 자유 도시 칭호를 받았다. 18세기 중반부터는 오스트리아의 지배를 받았고 1919년에는 체코슬로바키아에 편입되었다. 1938년에는 제1차 빈 중재에 따라 헝가리에 편입되었지만 1945년에 소련에 편입되었다.
한때 우크라이나에서 무카체베라고 불렸지만 2017년 5월 23일 이후, 도시 이름이 공식적으로 무카체보(Мукачево)로 변경되었다.

시기
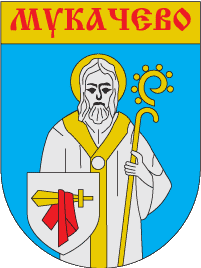
시 문장

## 기후
| Mukachevo의 기후       | Mukachevo의 기후 | Mukachevo의 기후 | Mukachevo의 기후 | Mukachevo의 기후 | Mukachevo의 기후 | Mukachevo의 기후 | Mukachevo의 기후 | Mukachevo의 기후 | Mukachevo의 기후 | Mukachevo의 기후 | Mukachevo의 기후 | Mukachevo의 기후 | Mukachevo의 기후 |
| 월                     | 1월              | 2월              | 3월              | 4월              | 5월              | 6월              | 7월              | 8월              | 9월              | 10월             | 11월             | 12월             | 연간             |
| ---------------------- | ---------------- | ---------------- | ---------------- | ---------------- | ---------------- | ---------------- | ---------------- | ---------------- | ---------------- | ---------------- | ---------------- | ---------------- | ---------------- |
| 일일 평균 기온 °C (°F) | −2.7 (27.1)      | −0.5 (31.1)      | 4.5 (40.1)       | 10.5 (50.9)      | 15.3 (59.5)      | 18.2 (64.8)      | 20.0 (68.0)      | 19.4 (66.9)      | 15.5 (59.9)      | 10.2 (50.4)      | 4.7 (40.5)       | 0.1 (32.2)       | 9.6 (49.3)       |
| 평균 강수량 mm (인치)  | 46 (1.8)         | 39 (1.5)         | 40 (1.6)         | 47 (1.9)         | 70 (2.8)         | 87 (3.4)         | 78 (3.1)         | 70 (2.8)         | 50 (2.0)         | 46 (1.8)         | 51 (2.0)         | 59 (2.3)         | 683 (27)         |
| 출처: Climate-Data.org |                  |                  |                  |                  |                  |                  |                  |                  |                  |                  |                  |                  |                  |

## 같이 보기
- 자카르파탸주